# Стругина, Оксана Олеговна
Оксана Олеговна Стругина (30 января 1943, Баку, Азербайджанская ССР, СССР) — советский и российский звукооператор.

## Биография
Оксана Олеговна Стругина родилась 30 января 1943 года в городе Баку.
Советский и российский звукооператор киностудии «Ленфильм».

## Фильмография
1. 1980 — Крик гагары  (Режиссёр-постановщик: Сергей Линков)
2. 1980 — Последний побег  (Режиссёр-постановщик: Леонид Менакер)
3. 1982 — Варварин день  (совместно с Галиной Лукиной) (Режиссёры-постановщики: Анатолий Дубинкин, Иосиф Шапиро)
4. 1982 — Никколо Паганини  (ТВ) (СССР/НРБ) (Режиссёр-постановщик: Леонид Менакер)
5. 1984 — Завещание профессора Доуэля  (Режиссёр-постановщик: Леонид Менакер)
6. 1984 — Ребячий патруль  (ТВ) (Режиссёр-постановщик: Леонид Макарычев)
7. 1985 — Контракт века  (Режиссёр-постановщик: Александр Муратов)
8. 1986 — Последняя дорога  (Режиссёр-постановщик: Леонид Менакер)
9. 1987 — Моонзунд  (Режиссёр-постановщик: Александр Муратов)
10. 1988 — Всадник  (ТВ) (Режиссёр-постановщик: Андрей Дружков)
11. 1989 — Замри — умри — воскресни!  (Режиссёр-постановщик: Виталий Каневский)
12. 1989 — Фуфло  (Режиссёр-постановщик: Алексей Лебедев)
13. 1990 — Такси-блюз  (СССР/Франция) (Режиссёр-постановщик: Павел Лунгин)
14. 1991 — Ой, вы, гуси  (Режиссёр-постановщик: Лидия Боброва)
15. 1991 — Рукопись  (Режиссёр-постановщик: Александр Муратов)
16. 1992 — Земля обетованная  (Режиссёр-постановщик: Шаин Синария)
17. 1992 — Ключ  (СССР/Франция) (Режиссёр-постановщик: Павел Чухрай)
18. 1993 — Вива, Кастро!  (совместно с Галиной Лукиной) (Режиссёр-постановщик: Борис Фрумин)
19. 1998 — Дух  (Режиссёр-постановщик: Евгений Иванов)
20. 2000 — Алхимики  (Режиссёр-постановщик: Дмитрий Астрахан)

## Признание и награды
- 1990 — Конкурс профессиональных премий киностудии «Ленфильм» и Ленинградского отделения Союза кинематографистов СССР за 1989 год. Премия имени И. Ф. Волка Оксане Стругиной «За лучшую работу звукооператора» («Замри — умри — воскресни!»).

Была звукооператором на фильмах, получивших признание в СССР и за рубежом:
- 1980 — Последний побег — Призы ЦК ВЛКСМ и ЦК ЛКСМ фильму на XIV ВКФ (1981).
- 1989 — Замри — умри — воскресни! — Приз Правозащитной благотворительной акции-фестивале «Сталкер» в Москве (1990); Европейская кинопремия «Феликс», ФРГ (1990). Фильм отобран как выдающийся фильм 1990 года для показа на Лондонском фестивале; Приз на МКФ «Созвездие» (1991); Главный приз «Хрустальная ладья» на I ВКФ авторского кино в Твери (1991); Гран-при на МКФ «Дебют» в Москве (1992); Третий приз на фестивале-семинаре московских киноклубов (1991).